# Matthias Benedikt von Ketteler zu Harkotten

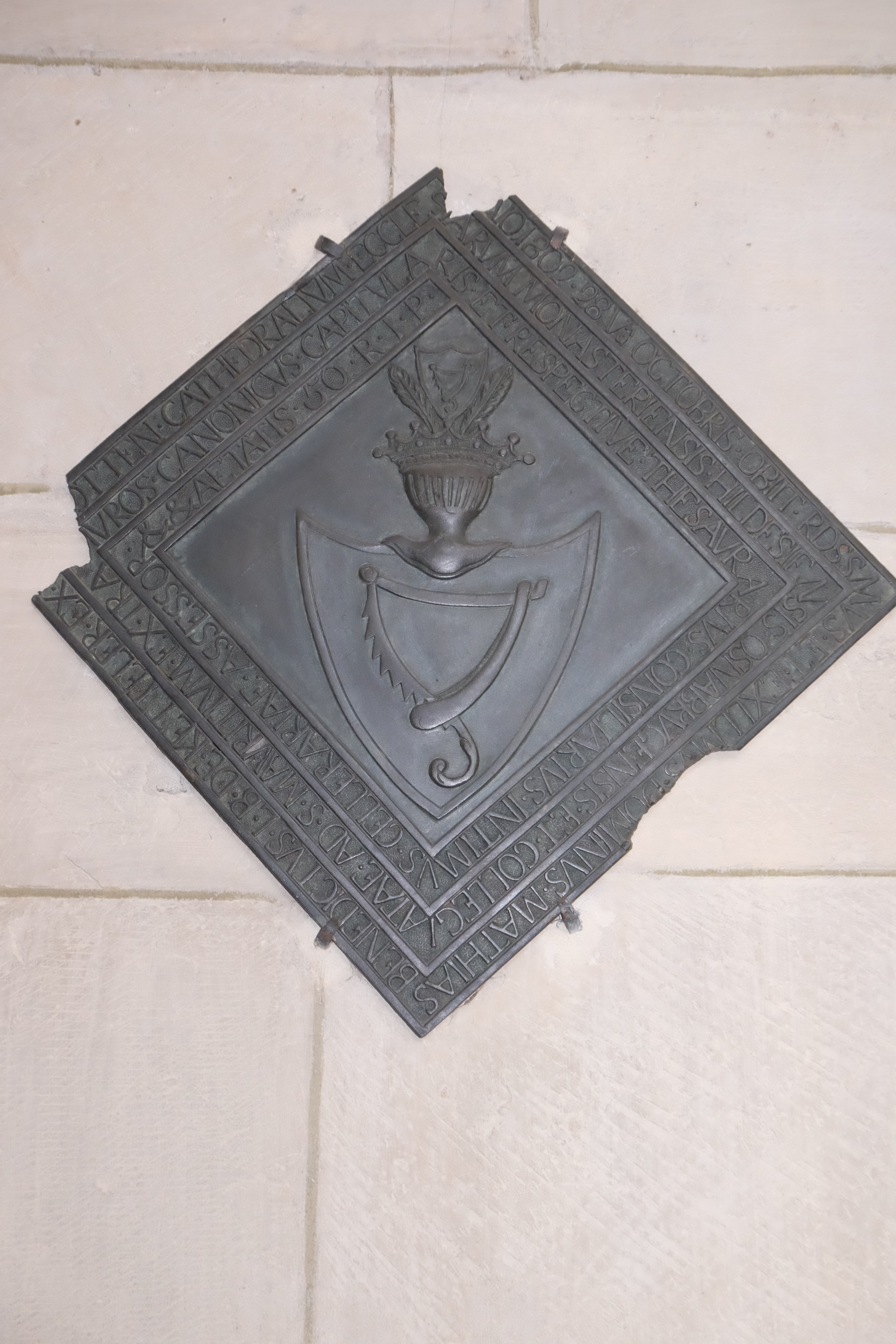
Grabplatte im Dom zu Münster

Matthias Benedikt von Ketteler zu Harkotten (* 1751; † 28. Oktober 1802) war Geheimer Rat und Domherr in Münster.

## Leben

### Herkunft und Familie
Matthias Benedikt von Ketteler zu Harkotten entstammte dem westfälischen Adelsgeschlecht von Ketteler. Er war der Sohn des Goswin Lubbert von Ketteler zu Harkotten und dessen Gemahlin Bernhardine Dorothea von Korff gen. Schmising, Tochter des Wilhelm Friedrich Anton von Korff zu Harkotten (* 1688, † 1727) und dessen Gattin Katharina Bernhardina Francisca von Westphalen. Seine Schwester Anna Franziska von Ketteler (1755–1835) war Äbtissin im Stift Freckenhorst. Sein Bruder Clemens August war Domherr in Münster, ebenso sein Bruder Wilhelm Arnold.

### Werdegang und Wirken
Im Jahre 1778 gelangte Matthias Benedikt durch den Verzicht seines Bruders Clemens August in den Besitz einer münsterschen Dompräbende. Acht Jahre zuvor war er in Hildesheim als Domherr aufgeschworen worden. Hier verzichtete er 1777 zugunsten seines Bruders Wilhelm. Im Jahre 1785 wurde er hier aufgrund päpstlicher Provision erneut präbendiert. Mit dieser Entscheidung sollte die Position Fürstenbergs bei der anstehenden Koadjutorwahl gestärkt werden. In Osnabrück wurde Matthias Benedikt im Jahre 1780 in das Domkapitel aufgenommen. Als Kanoniker in St. Mauritz in Münster war er ab 1783 tätig. 1790 wurde er zum Domkellnereiassessor ernannt. 1796 vertrat er das Hochstift Münster beim Niedersächsischen Kreistag in Hildesheim. Drei Jahre später war er als Deputierter des Kurfürsten Maximilian Franz in Frankfurt tätig und wurde 1801 zu diplomatischen Verhandlungen nach Wien entsandt. Er galt als eine der politisch begabtesten Persönlichkeiten des Münsterlandes.

### Politische Ämter
1796 Geheimer Rat